# Mistrzostwa Finlandii w Skokach Narciarskich 2019
Mistrzostwa Finlandii w skokach narciarskich 2019 – zawody rozgrywane o mistrzostwo Finlandii odbyły się 17 lutego 2019 roku w Jyväskylä na skoczni normalnej im. Mattiego Nykänena oraz 29 marca na skoczni średniej w Taivalkoski.
Jednoseryjny konkurs indywidualny wygrał Henri Kavilo, który w swojej próbie jako jedyny przekroczył 100 metrów. Jego przewaga nad drugim miejscem wyniosła ponad trzynaście punktów, a zajął je Juho Ojala. Trzecie miejsce w zawodach zajął Elias Vänskä straciwszy do drugiej lokaty niespełna dwa punkty. Do konkursu przystąpił Juha Miettinen, któremu udało uplasować się na siódmej pozycji. Podczas trwania drugiej serii konkursowe upadek zaliczył skaczący jako czwarty w tej rundzie Niko Löytäinen. Po jego upadku organizatorzy zdecydowali się odwołać tę serię i jako oficjalne uznać rezultaty z pierwszej serii. W konkursie udział wzięło dwudziestu zawodników.
Zawodom towarzyszył silny zmienny wiatr i przez to organizatorzy mistrzostw postanowili odwołać zawody w kategoriach juniorskich oraz w kategorii kobiet.
Konkurs na skoczni średniej wygrał kombinator norweski Ilkka Herola wyprzedzając o niespełna siedem punktów Juhę Ojalę uplasowanego na drugim miejscu. Skład podium zawodów uzupełnił sklasyfikowany na trzeciej pozycji Kalle Heikkinen. Zawody te zostały ograniczone do jednej serii czego powodem były niekorzystne warunki atmosferyczne. Pierwotnie konkurs miał się odbyć na skoczni średniej. Zbyt porywisty wiatr zmusił organizatorów do odwołania zmagań w kategorii kobiet oraz odwołaniu konkursu na skoczni dużej w Ruce, gdzie startować miał Janne Ahonen.

## Wyniki
| Msc.  | Zawodnik                 | Klub                | I seria | Punkty |
| ----- | ------------------------ | ------------------- | ------- | ------ |
| 1.    | Henri Kavilo             | Puijon Hiihtoseura  | 105,0 m | 119,5  |
| 2.    | Juho Ojala               | Kuusamon Erä-Veikot | 96,5 m  | 105,7  |
| 3.    | Elias Vänskä             | Lieksan Hiihtoseura | 95,5 m  | 103,9  |
| 4.    | Frans Tähkävuori         | Lahden Hiihtoseura  | 92,0 m  | 95,1   |
| 5.    | Arttu Pohjola            | Lahden Hiihtoseura  | 88,0 m  | 85,4   |
| 6.    | Jonne Veteläinen         | Kuusamon Erä-Veikot | 86,5 m  | 82,7   |
| 7.    | Juha Miettinen           | Puijon Hiihtoseura  | 74,5 m  | 62,6   |
| 8.    | Janne Korhonen           | Lahden Hiihtoseura  | 77,0 m  | 61,1   |
| 9.    | Lauri-Matias Alatalkkari | Lapuan Virkiä       | 75,5 m  | 60,9   |
| 10.   | Markus Airisniemi        | Kuusamon Erä-Veikot | 74,5 m  | 57,1   |
| . . . |                          |                     |         |        |

| Msc.  | Zawodnik         | Klub                    | I seria | Punkty |
| ----- | ---------------- | ----------------------- | ------- | ------ |
| 1.    | Ilkka Herola     | Puijon Hiihtoseura      | 47,5 m  | 108,7  |
| 2.    | Juho Ojala       | Kuusamon Erä-Veikot     | 45,5 m  | 101,8  |
| 3.    | Kalle Heikkinen  | Kuusamon Erä-Veikot     | 45,5 m  | 101,3  |
| 4.    | Niko Kytösaho    | Lahden Hiihtoseura      | 45,0 m  | 98,7   |
| 5.    | Henri Kavilo     | Puijon Hiihtoseura      | 44,0 m  | 94,5   |
| 6.    | Arttu Pohjola    | Lahden Hiihtoseura      | 43,5 m  | 92,9   |
| 7.    | Antti Aalto      | Kiteen Urheilijat       | 42,5 m  | 90,7   |
| 8.    | Jarkko Määttä    | Kainuun Hiihtoseura     | 42,5 m  | 89,2   |
| 9.    | Andreas Alamommo | Ounasvaaran Hiihtoseura | 42,0 m  | 88,6   |
| 10.   | Juha Miettinen   | Puijon Hiihtoseura      | 42,0 m  | 86,6   |
| . . . |                  |                         |         |        |